# Kçiq i Madh
Kçiq i Madh (albanisch auch Kçiqi i Madh oder auch Kqiq/-i i Madh, serbisch Велики Кичић Veliki Kičić) ist eine Ortschaft im Norden des Kosovo und gehört zur Gemeinde Mitrovica e Jugut. Zu Deutsch heißt der Ort Große Kçiq.

## Geographie

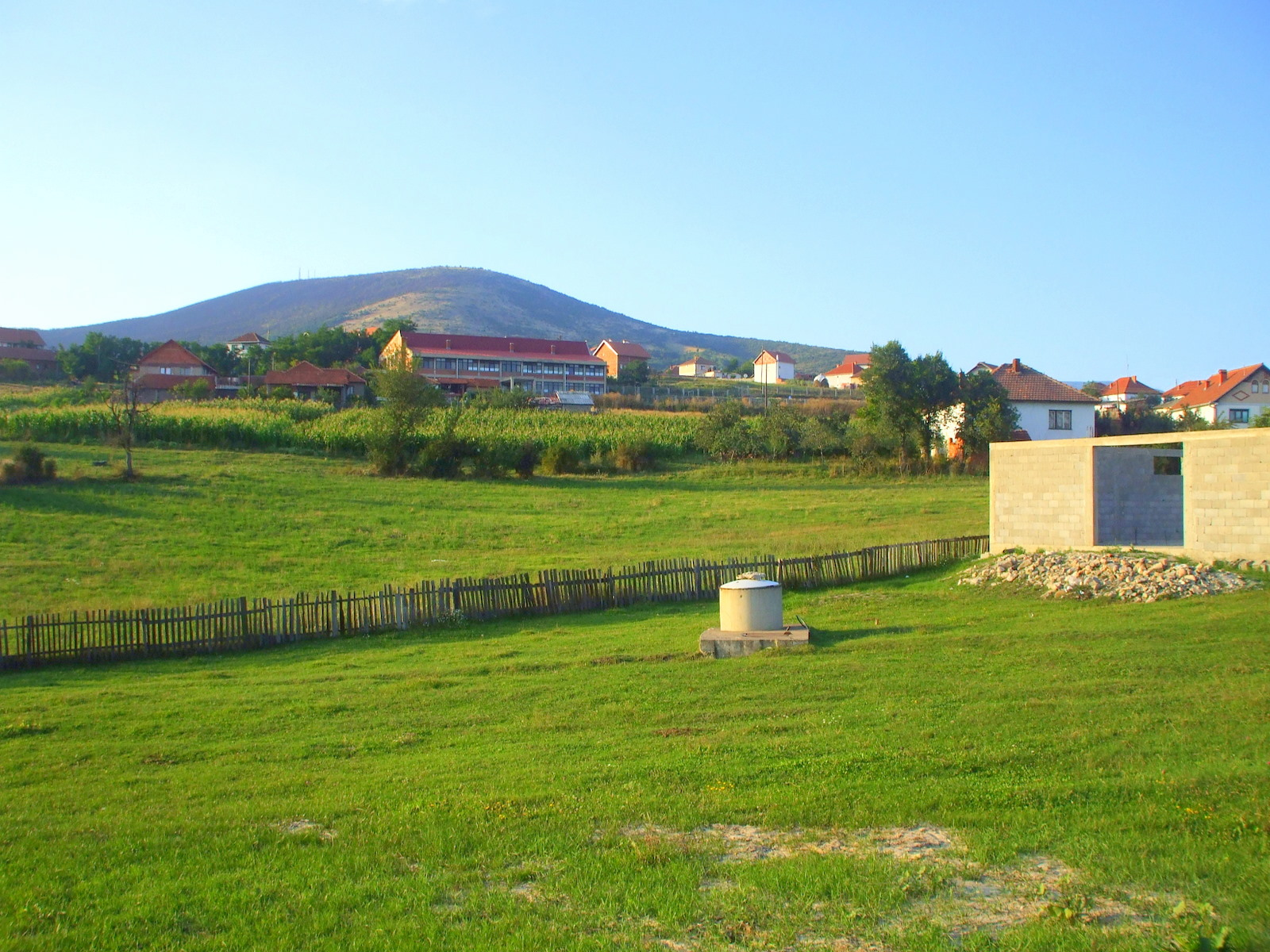
Blick auf Kçiq i Madh

Kçiq i Madh liegt acht Kilometer südlich von Mitrovica und liegt an der M-2. Eine Bushaltestelle befindet sich auf der Schnellstraße. Südlich der Ortschaft verläuft die Sitnica. Der Ort hat eine Moschee Xhamia e Kçiqit und ein Krankenhaus. Unweit von Kçiq i Madh gibt es eine Grundschule Enver Hadri und  Bislim Imerii. Oberhalb des Ortes befindet sich der Park Parku Zabeli, unterhalb das Gefängnis Burgu i Smrekonicës. Nordwestlich von Kçiq i Madh liegt Kçiq i Vogël.

## Bevölkerung

### Ethnien
Bei der Volkszählung 2011 wurden für Kçiq i Madh 3412 Einwohner erfasst. Davon bezeichneten sich 3408 als Albaner (99,88 %), einer bezeichnete sich als Bosniake und über drei Einwohner konnten keine Angaben erfasst werden.
| Volkszählung | 1948 | 1953 | 1961 | 1971 | 1981 | 1991 | 2011 |
| ------------ | ---- | ---- | ---- | ---- | ---- | ---- | ---- |
| Einwohner    | 1257 | 1455 | 1801 | 2407 | 3055 | 3830 | 3412 |

### Religion
2011 bekannten sich von den 3412 Einwohnern 3405 zum Islam, fünf machten keine Angaben und über zwei konnten keine Angaben erfasst werden.